# Diblemma (Oonopidae)
Diblemma là một chi nhện trong họ Oonopidae.